# Nulvector
In de lineaire algebra is de nulvector van een bepaalde vectorruimte, het neutrale element voor het optellen van vectoren. Naar de aard van de vectorruimte wordt soms een specifiekere aanduiding gebruikt, bijvoorbeeld de nulfunctie.
In bijvoorbeeld het euclidische vlak heeft de nulvector de coördinaten {\displaystyle (0,0)} en in drie dimensies heeft de nulvector coördinaten {\displaystyle (0,0,0)}, in elke basis. Alle coördinaten van een nulvector zijn nul, ten opzichte van elke basis. In iedere {\displaystyle n}-dimensionale euclidische ruimte wordt de nulvector dus gedefinieerd als
{\displaystyle \mathbf {0} =(0,0,\ldots ,0)}
Voor alle vectoren {\displaystyle \mathbf {a} } in een vectorruimte geldt
{\displaystyle \mathbf {a} +\mathbf {0} =\mathbf {a} }
Voor zover van toepassing is een norm en iedere kwadratische vorm van een nulvector altijd 0 en is een bilineaire afbeelding, waaronder het inwendige product, van een vector met een nulvector altijd nul.